# Premier Soccer League 2012-13
La PSL 2012/13 fue la 17.ª edición de la Premier Soccer League, la máxima categoría del fútbol en Sudáfrica. La temporada se jugó desde agosto de 2012 a mayo de 2013. El club Kaizer Chiefs de Johannesburgo se coronó campeón de liga por tercera vez en su historia, logró también el doblete al conquistar su 13° Copa de Sudáfrica al vencer en la final al club Supersport United.

## Equipos participantes
Los equipos Santos Cape Town y Jomo Cosmos descendidos a Primera División la temporada pasada, fueron reemplazados por los dos clubes ascendidos el Chippa United y el Pretoria University FC.
| Pos  | Descendidos de Premier Soccer League 2010/11 |
| ---- | -------------------------------------------- |
| 15.º | Santos Cape Town (Ciudad del Cabo)           |
| 16.º | Jomo Cosmos (Johannesburg)                   |

| Pos | Ascendidos de la Primera División |
| --- | --------------------------------- |
| 1.º | Chippa United (Nyanga)            |
| 2.º | Pretoria University FC (Pretoria) |

### Información de los equipos
| Club                   | Ciudad           | Estadio                      | Aforo  |
| ---------------------- | ---------------- | ---------------------------- | ------ |
| Ajax Cape Town         | Ciudad del Cabo  | Cape Town Stadium            | 64.000 |
| AmaZulu                | Durban           | Moses Mabhida Stadium        | 69.957 |
| Bidvest Wits           | Johannesburgo    | Bidvest Stadium              | 5.000  |
| Black Leopards         | Polokwane        | Peter Mokaba Stadium         | 45.000 |
| Bloemfontein Celtic    | Bloemfontein     | Seisa Ramabodu Stadium       | 20.000 |
| Chippa United          | Nyanga           | Athlone Stadium              | 30.000 |
| Free State Stars       | Bethlehem        | Goble Park                   | 20.000 |
| Golden Arrows          | Durban           | Chatsworth Stadium           | 22.000 |
| Kaizer Chiefs          | Johannesburgo    | FNB Stadium                  | 94.700 |
| Mamelodi Sundowns      | Pretoria         | Loftus Versfeld Stadium      | 51.762 |
| Maritzburg United      | Pietermaritzburg | Harry Gwala Stadium          | 12.000 |
| Moroka Swallows        | Johannesburgo    | Dobsonville Stadium          | 24.000 |
| Orlando Pirates        | Johannesburgo    | Orlando Stadium              | 40.000 |
| Platinum Stars         | Phokeng          | Royal Bafokeng Stadium       | 42.000 |
| Pretoria University FC | Pretoria         | ABSA Tuks Stadium            | 8.000  |
| SuperSport United      | Pretoria         | Atteridgeville Super Stadium | 29.000 |

## Clasificación final
| Pos | Equipo                     | PJ | PG | PE | PP | GF | GC | GA  | Pts |
| --- | -------------------------- | -- | -- | -- | -- | -- | -- | --- | --- |
| 1.  | Kaizer Chiefs              | 30 | 15 | 12 | 3  | 48 | 21 | +27 | 57  |
| 2.  | Platinum Stars             | 30 | 17 | 5  | 8  | 48 | 27 | +21 | 56  |
| 3.  | Orlando Pirates            | 30 | 14 | 10 | 6  | 39 | 23 | +16 | 52  |
| 4.  | Bidvest Wits               | 30 | 11 | 11 | 8  | 34 | 32 | +2  | 44  |
| 5.  | Bloemfontein Celtic        | 30 | 11 | 9  | 10 | 32 | 33 | −1  | 42  |
| 6.  | SuperSport United          | 30 | 8  | 17 | 5  | 30 | 26 | +4  | 41  |
| 7.  | Free State Stars           | 30 | 10 | 11 | 9  | 32 | 32 | 0   | 41  |
| 8.  | University of Pretoria (A) | 30 | 8  | 16 | 6  | 34 | 29 | +5  | 40  |
| 9.  | Moroka Swallows            | 30 | 11 | 7  | 12 | 41 | 41 | 0   | 40  |
| 10. | Mamelodi Sundowns          | 30 | 9  | 12 | 9  | 31 | 27 | +4  | 39  |
| 11. | Maritzburg United          | 30 | 9  | 12 | 9  | 31 | 31 | 0   | 39  |
| 12. | AmaZulu                    | 30 | 7  | 11 | 12 | 22 | 35 | −13 | 32  |
| 13. | Golden Arrows              | 30 | 8  | 7  | 15 | 28 | 39 | −11 | 31  |
| 14. | Ajax Cape Town             | 30 | 7  | 10 | 13 | 34 | 46 | −12 | 31  |
| 15. | Chippa United (A)          | 30 | 6  | 10 | 14 | 28 | 41 | −13 | 28  |
| 16. | Black Leopards             | 30 | 5  | 8  | 17 | 34 | 63 | −29 | 23  |

(A) : Ascendido la temporada anterior.
|  | Campeón, clasificado a la Liga de Campeones de la CAF 2014. |
|  | Clasificado a la Copa Confederación de la CAF 2014.         |
|  | Juega los playoffs de promoción.                            |
|  | Descenso directo a la Primera División.                     |

## Torneo Playoff
- Polokwane City campeón de la Primera División de Sudáfrica 2012-13 asciende directamente a la Premier Soccer League 2013/14, mientras el segundo y tercer clasificado Santos Cape Town y Mpumalanga Black Aces respectivamente disputan Playoffs por un cupo en la máxima categoría con el Chippa United clasificado 15° en la PSL.

| Pos | Equipo                | PJ | PG | PE | PP | GF | GC | GA | Pts |
| --- | --------------------- | -- | -- | -- | -- | -- | -- | -- | --- |
| 1.  | Mpumalanga Black Aces | 4  | 2  | 2  | 0  | 4  | 2  | +2 | 8   |
| 2.  | Chippa United         | 4  | 1  | 2  | 1  | 1  | 1  | 0  | 5   |
| 3.  | Santos Cape Town      | 4  | 0  | 2  | 2  | 2  | 4  | –2 | 2   |

## Goleadores
- Fuente: Top goalscorers

| N.º | Jugador            | Club                | Goles |
| --- | ------------------ | ------------------- | ----- |
| 1   | Katlego Mashego    | Moroka Swallows     | 13    |
| 2   | Bernard Parker     | Kaizer Chiefs       | 12    |
| 3   | Cuthbert Malajila  | Maritzburg United   | 11    |
| 4   | Bennett Chenene    | Moroka Swallows     | 10    |
| 4   | Mame Niang         | Pretoria University | 10    |
| 4   | Mabhuti Khanyeza   | Ajax Cape Town      | 10    |
| 4   | Mogakolodi Ngele   | Platinum Stars      | 10    |
| 8   | Rodney Ramagalela  | Black Leopards      | 9     |
| 8   | Lehlohonolo Majoro | Kaizer Chiefs       | 9     |
| 9   | Welcome Qalanto    | Chippa United       | 8     |